# Алън Лий
Алън Лий (на английски: Alan Lee) е английски илюстратор на книги и концептуален дизайнер на филми. Той е най-известен с творбите си, вдъхновени от фентъзи романите на Дж. Р. Р. Толкин, и с работата си по концептуалния дизайн на филмовите адаптации на Питър Джаксън Властелинът на пръстените и Хобит.

## Биография
Алън Лий е роден на 20 август 1947 г. в Мидълсекс, Англия. Завършва училище за изкуства „Илитнг“. През 70-те години се жени за Марджа Лий Крют, която също работи като илюстраторка. Децата им Оуен и Вирджиния са художници.

### Илюстрация
Лий илюстрира десетки фетъзи книги и много корици и обложки към тях. Сред многобройните произведения на Дж. Р. Р. Толкин, които илюстрира, са изданието на Властелинът на пръстените (1992), което излиза по повод 100-годишнината от рождението на автора, изданието на Хобитът (1999), Децата на Хурин (2007), Берен и Лутиен (2017), Падането на Гондолин (2018) и Падането на Нуменор (2022). Други книги, които илюстрира, са Феи от 1978г. (с Браян Фроуд), Лавондис (1988) от Робърт Холдсток и други.
Илюстрира преразкази на класика за младежи. Двете версии на Розмари Сътклиф на Илиада и Одисея, а именно Черни кораби пред Троя (Оксфорд, 1993) и Странстванията на Одисей (Франсис Линкълн, 1995).
Техниките, които използва Лий в своята работа, са рисуване с акварел и скициране с молив.

### Филми
Лий и Джон Хау са главните концептуални дизайнери на филмовата трилогия Властелинът на пръстените, режисирана от Питър Джаксън. Той проектира няколко от основните декори, включително реквизит и оръжия за актьорите. Той има кратко камео в сцена в началото на трилогията. Носител е на „Оскар“ за най-добър художествен дизайн на тези филми. През 2005 г. публикува Властелинът на пръстените: Скицник, книга, която показва част от работата му по трилогията в скици и цветни илюстрации. Когато Джаксън се завръща към Средната земя, за да адаптира Хобитът в три други филма, той отново привлича Лий за художествен дизайнер, като отново си партнира с Джон Хау.
Други популярни филми, по които работи, са Легенда (1985), Ерик, викингът (1989), Кинг Конг (2005) и по минисериала Мерлин (1998).